# Lotnisko Nowy Sącz-Łososina Dolna
Lotnisko Nowy Sącz-Łososina Dolna (kod ICAO: EPNL) – sportowe lotnisko cywilne usytuowane w miejscowości Łososina Dolna niedaleko Nowego Sącza, z polem wzlotów bez nawierzchni sztucznej. Od 1969 roku figuruje w ewidencji lotnisk Urzędu Lotnictwa Cywilnego pod poz. 15 (nr rejestracyjny 16). Należy do Aeroklubu Podhalańskiego.

## Dane AIP lotniska
Lotnisko użytku wyłącznego. Operacje lotnicze wyłącznie za pisemną zgodą Zarządzającego.
- Miejsce: Łososina Dolna koło Nowego Sącza
- Kod ICAO: EPNL
- Lokalizacja (WGS–84):	
  - 49° 44' 43,95" N
  - 20° 37' 24,75" E
- Pas startowy:  800 × 150 m (043°/223°), trawiasty
- Klasa przestrzeni powietrznej: G, ATZ
- Częstotliwość lotniska: 122,200 MHz – Łososina Radio
- Elewacja pasa startowego: 253,9 m / 833 ft (n.p.m.)
- Kierunek i odległość od Nowego Sącza: 14,5 km (7,8 NM), 340 HDG
- Obsługiwany ruch: VFR
- Światła podejścia i światła pasów startowych: brak
- Strefa ATZ: do 1700 m (5500 ft)
- Strefa klasy C: UTMA Kraków od FL095, od północy LTMA/UTMA Kraków od 1700 m AMSL
- Możliwość zahangarowania: brak
- Możliwość zakotwiczenia: na płycie lotniska.

Źródło

## Historia
Lotnisko Nowy Sącz-Łososina Dolna powstało w 1960 roku dzięki staraniom władz PRL i Aeroklubu Podhalańskiego. Płyta lotniska została wykonana przez Wojska inżynieryjne. 18 września 1960 roku ówczesny dowódca Wojsk Lotniczych i Obrony Przeciwlotniczej Obszaru Kraju, generał Jan Frey-Bielecki przekazał podczas oficjalnego otwarcia lotnisko do użytkowania Aeroklubowi Podhalańskiemu. 
Od czasu wybudowania lotniska nieprzerwanie działalność tu prowadzi Aeroklub Podhalański. Odbywały się tu w 1979 roku Międzynarodowe Zawody Modelarskie, a w 1983 roku Mistrzostwa Świata w Modelarstwie Rakietowym pod patronatem i z udziałem jedynego polskiego kosmonauty Mirosława Hermaszewskiego.
Kierownikami lotniska byli od 1960 roku Jerzy Iszkowski, a po jego śmierci w 1962 roku następcą został Leopold Kwiatkowski. Od 1968 roku do 1972 roku kierownikiem lotniska był Tadeusz Złotowski, a od 1973 roku do 1991 roku dyrektorem był Józef Smaga. Od roku 1993 do 2009 funkcję dyrektora pełnił Stanisław Filipek. Następnym dyrektorem od 2009 do 2016 roku został Roman Matyjewicz, a po nim funkcję przejął Roman Filipek, który pełnił ją do 2018 roku. Od 2018 dyrektorem jest Piotr Wszołek. Lotnisko utrzymywane jest z pieniędzy pozyskiwanych m.in. przez zrzuty szczepionki przeciw wściekliźnie zapoczątkowane przez lekarzy weterynarii: Janusza Łopuckiego – Wojewódzkiego Lekarza Weterynarii w Nowym Sączu oraz Andrzeja Konieczkowskiego – Wojewódzkiego Lekarza Weterynarii w Krośnie, a także przez loty reklamowe, propagandowe, zrzuty wiązanek ślubnych, organizowane co kilka lat festyny lotnicze z okazji święta Lotnictwa cieszące się bardzo dużą popularnością wśród społeczeństwa.

## Wypadki

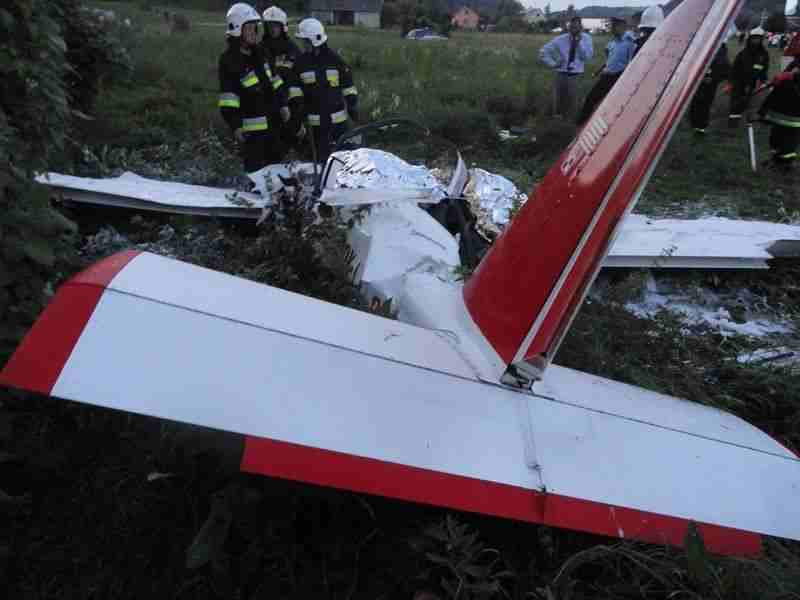
Zdjęcie z miejsca wypadku (sierpień 2011)

21 sierpnia 2011 roku w Witowicach Dolnych rozbił się samolot ultralekki. Zginął pilot i pasażer. Samolot wracał do Krakowa po zakończonych pokazach lotniczych na lotnisku Nowy Sącz-Łososina Dolna. Przyczyną wypadku było przeciągnięcie samolotu podczas wznoszenia po starcie, co doprowadziło do korkociągu i zderzenia z ziemią. 
Okolicznościami sprzyjającymi zaistnieniu zdarzenia były:
- przekroczenie masy startowej samolotu, co najmniej o 10% MTOM
- spóźniona reakcja lub brak reakcji pilota na zjawiska towarzyszące przekraczaniu krytycznego kąta natarcia[5].